# Korinthe
Korinthen sind eine Sorte von Trockenobst aus getrockneten Weinbeeren, Einzelfrüchten der Weintraube. Der Name leitet sich von der griechischen Stadt Korinth ab, die als Ursprungsgebiet gilt. Ursprünglich wurden sie typischerweise aus der regionalen Rebsorte Korinthiaki/Korinthen-Weinstocks gewonnen. Der Begriff ist eine seit dem 15. Jahrhundert im Deutschen nachweisbare Neubildung, analog zu Französisch raisin de Corinthe („Rosine aus Korinth“).
Traditionell werden Korinthen entstielt und anschließend im Schatten gedörrt/getrocknet. Üblich ist ebenso das Trocknen durch erwärmte Luft. Die Früchte werden als klein, feinhäutig und kernlos beschrieben. Ihre Färbung reicht von schwarzblau bis schwarz. Sie enthalten ca. 77 % Zucker, 2,8 % Proteine und 1,5 % Fruchtsäure. Sie werden typischerweise für die Zubereitung von Backwaren, Süßwaren und Desserts verwendet.

## Typische Backwaren
Diverse Backwaren haben einen hohen Anteil an Korinthen:
- Korinthenbackwaren: Feine Backwaren mit mind. 30 Teilen Korinthen auf 100 Teilen Mehl
- Korinthenbrot: Weizenmischbrot mit 15 bis 40 % Korinthen (auf den Mehlanteil bezogen)
- Korinthenstuten: Feine Backwaren, für den Stuten mit 15 bis 40 Teile Korinthen auf 100 Teile Mehl

Im DLMB werden für die Verwendung genannt: Königskuchen, Englischer Kuchen und Stollen.

## Trivia
Nach der Sturmflut 1962 spendete Griechenland 520 Tonnen Korinthen und Sultaninen. Diese wurden u. a. über die Schulen an die Hamburger Schüler verteilt.